# باول هولز
باول هولز (بالألمانية: Paul Holz)‏ هو لاعب كرة قدم ألماني في مركز الوسط، ولد في 27 سبتمبر 1952 في بوتروب في ألمانيا، وتوفي في ديسمبر 2017. لعب مع بوروسيا دورتموند وشالكه 04 ونادي بوخوم وهانوفر 96.

## وصلات خارجية
- باول هولز على موقع قاعدة بيانات كرة القدم.إي يو (الإنجليزية)
- باول هولز على موقع بيانات كرة القدم. دي إي (الألمانية)
- باول هولز على موقع عالم كرة القدم.نت (الإنجليزية)